# Tidslinje for Sichuan
Det følgende er en kortfattet tidslinje for Sichuan. Se i øvrigt hovedartiklen om Sichuans historie.
- 960: Det nordlige Songsynasti udsteder papirpenge i Chengdu – for første gang i verden.
- 1279: Det sydlige Song bliver erobret af mongolerne. Sichuan bliver en del af Yuandynastiets Kina.
- 1368: Yuandynastiet fordrives fra Kina, og Mingdynastiet etableres.
- 1621: Sichuan bliver centrum i det kortlivede kongerige Daliang.
- 1644: Manchuerne erobrer Kina og etablerer Qingdynastiet.
- 1672-1749: Sichuan bliver en del af provinsen Shenzuan (i dag = Shanxi, Shaanxi og Sichuan tilsammen).
- Tidligt i det 19. århundrede: Usædvanlig befolkningstilvækst på grund af tilvandring fra andre provinser.
- 1851-1864: Taiping-oprøret indledes i det sydlige Kina. Taiping indtager Nanjing i 1853 og de vestlige regioner snart efter.
- 1891: Chongqing åbnes som den første kinesiske indlandshavn for udlandshandel.
- 1895-1897: Grundlæggelsen i Chengdu af Sichuans Kinesisk-Vestlige Skole, senere Sichuan universitet.
- 1911: Den kinesiske revolution.
- 1912-1934: Sichuan under herredømme af lokale krigsherrer. Området splittes.
- 1929: Chongqing ophøjes til rang af regeringsby. Chongqing universitet grundlægges.
- 1930: Den sino-tibetanske krig er et fejlslagent forsøg fra Kinas side på at erobre det østlige Tibet.
- 1934-1935: Den lange march: Den kommunistiske hær passerer gennem det sydlige og vestlige Sichuan.
- 1935: Kuo-min-tang sikrer sig kontrollen med Sichuan.
- 1937-1945: Chongqing er Kuo-min-tangs hovedstad.
- 1939: Kou-min-tangs styrker erobrer det østlige Tibet, der bliver til provinsen Xikang.
- 1949: Kommunisterne sejrer i borgerkrigen. Folkerepublikken Kina etableres.
- 1949-1954: Kommunistiske styrker erobrer Chengdu fra Kuo-min-tang.
- 1950: Sichuan bliver en del af Kinas Sydvestkinesiske Region
- 1954: Chongqing synker ned og bliver en provinsby.
- 1955: Provinsen Xikang integreres i Sichuan
- 1965: Tibetanske Autonome Region bliver oprettet, og Xikang integreres deri.